# Criss Cross
Criss Cross (br.: Baixeza / pt.: Dupla traição) é um filme estadunidense de 1949 do gênero Policial em estilo de filme noir, dirigido por Robert Siodmak. O filme conta com locações em Bunker Hill, Los Angeles, Califórnia. Com roteiro de Daniel Fuchs, da novela de Don Tracy. Fotografia de Franz Planer e música de Miklós Rózsa.

## Elenco
- Burt Lancaster…Steve Thompson
- Yvonne De Carlo…Anna Dundee
- Dan Duryea…Slim Dundee
- Stephen McNally…Det. Tenente Pete Ramirez
- Esy Morales
- Tom Pedi…Vincent
- Percy Helton…Frank
- Alan Napier…Finchley
- Griff Barnett…Pop
- Meg Randall…Helen
- Richard Long…Slade Thompson
- Joan Miller
- Edna Holland…Senhora Thompson
- John Doucette…Walt
- Marc Krah…Mort
- Tony Curtis, faz uma pequena aparição dançando com Yvonne de Carlo

## Sinopse
Sam Thompson vive um romance conturbado com Anna. Eles haviam se divorciado, mas Sam ainda continua apaixonado pela mulher. Ele retorna a Los Angeles e volta a ver Anna. Entretanto, quando ele acha que irão retomar o casamento, Anna decide se casar com o gângster "Slim" Dundee. Mas ela não está feliz e meses depois, quando Anna e Sam se reencontram, ela lhe conta que Slim a espancava. Sam então arma um plano de roubo a um carro-forte blindado, tentando conseguir muito dinheiro e fugir com Anna.